# Leucobryum clavatum
Leucobryum clavatum là một loài Rêu trong họ Dicranaceae. Loài này được Hampe mô tả khoa học đầu tiên năm 1878.